# 魚崎浜出入口
魚崎浜出入口（うおざきはまでいりぐち）は、兵庫県神戸市東灘区の阪神高速道路5号湾岸線の出入口。中島 - 六甲アイランド北間開通時には未供用であったが、1997年までに順次追加設置された。
2025年（令和7年）3月25日より入口料金所がETC専用になっている。

## 道路
- 阪神高速5号湾岸線(5-15)

### 乗り継ぎ
5号湾岸線と3号神戸線の間に乗り継ぎ制度が設定されているが、通常は住吉浜出入口経由での乗り継ぎが指定されているのに対し、魚崎浜出入口利用の場合は六甲アイランド北出入口経由での乗り継ぎとなる（ただし、六甲アイランドに渡って戻ってくることとなるため、乗り継ぎを利用せず魚崎浜から一般道で3号神戸線へ向かうほうが、走行距離は短い）。

## 料金所

### 魚崎浜料金所
- ブース数：2
  - ETC専用：1
  - サポート：1

## 周辺
- 東クリーンセンター
- 魚崎浜テニスコート
- 東灘発電所
- 魚崎大橋
- 神戸市バス魚崎営業所

## 隣
阪神高速5号湾岸線
(5-14)住吉浜出入口 - (5-15)魚崎浜出入口 - (5-16)六甲アイランド北出入口